# مدار ۱۷ درجه جنوبی
خطای عبارت: عملگر < دور از انتظار
مدار ۱۷ درجه جنوبی، دایره‌ای از عرض جغرافیایی است که در ۱۷ درجهٔ جنوبی خط استوا قرار دارد.

## گذر از مناطق
از نصف‌النهار مبدأ شروع می‌شود و به سمت مشرق ۱۷ درجه جنوبی از موارد زیر گذر می‌کند:
| مختصات‌ها                                             | کشور، قلمرو یا دریا | توضیحات |
| ---------------------------------------------------- | ------------------- | --- |
| ۱۷°۰′ جنوبی ۰°۰′ شرقی / ۱۷٫۰۰۰°جنوبی ۰٫۰۰۰°شرقی      | اقیانوس اطلس        | |
| ۱۷°۰′ جنوبی ۱۱°۴۶′ شرقی / ۱۷٫۰۰۰°جنوبی ۱۱٫۷۶۷°شرقی   | آنگولا              | |
| ۱۷°۰′ جنوبی ۱۲°۵۸′ شرقی / ۱۷٫۰۰۰°جنوبی ۱۲٫۹۶۷°شرقی   | نامیبیا             | |
| ۱۷°۰′ جنوبی ۱۳°۲۵′ شرقی / ۱۷٫۰۰۰°جنوبی ۱۳٫۴۱۷°شرقی   | آنگولا              | |
| ۱۷°۰′ جنوبی ۲۲°۴۰′ شرقی / ۱۷٫۰۰۰°جنوبی ۲۲٫۶۶۷°شرقی   | زامبیا              | The border with Zimbabwe is in دریاچه کاریبا |
| ۱۷°۰′ جنوبی ۲۷°۴۸′ شرقی / ۱۷٫۰۰۰°جنوبی ۲۷٫۸۰۰°شرقی   | زیمبابوه            | |
| ۱۷°۰′ جنوبی ۳۲°۵۳′ شرقی / ۱۷٫۰۰۰°جنوبی ۳۲٫۸۸۳°شرقی   | موزامبیک            | |
| ۱۷°۰′ جنوبی ۳۵°۳′ شرقی / ۱۷٫۰۰۰°جنوبی ۳۵٫۰۵۰°شرقی    | مالاوی              | |
| ۱۷°۰′ جنوبی ۳۵°۱۸′ شرقی / ۱۷٫۰۰۰°جنوبی ۳۵٫۳۰۰°شرقی   | موزامبیک            | |
| ۱۷°۰′ جنوبی ۳۹°۵′ شرقی / ۱۷٫۰۰۰°جنوبی ۳۹٫۰۸۳°شرقی    | اقیانوس هند         | کانال موزامبیک - گذرکردن از شمال ژوان دو نوا، سرزمین‌های جنوبی و جنوبگانی فرانسه                                                                                                   |
| ۱۷°۰′ جنوبی ۴۴°۱۴′ شرقی / ۱۷٫۰۰۰°جنوبی ۴۴٫۲۳۳°شرقی   | ماداگاسکار          | |
| ۱۷°۰′ جنوبی ۴۹°۳۳′ شرقی / ۱۷٫۰۰۰°جنوبی ۴۹٫۵۵۰°شرقی   | اقیانوس هند         | |
| ۱۷°۰′ جنوبی ۴۹°۵۱′ شرقی / ۱۷٫۰۰۰°جنوبی ۴۹٫۸۵۰°شرقی   | ماداگاسکار          | Île Sainte-Marie |
| ۱۷°۰′ جنوبی ۴۹°۵۳′ شرقی / ۱۷٫۰۰۰°جنوبی ۴۹٫۸۸۳°شرقی   | اقیانوس هند         | گذرکردن از جنوب Coco Island , موریس |
| ۱۷°۰′ جنوبی ۱۲۲°۲۱′ شرقی / ۱۷٫۰۰۰°جنوبی ۱۲۲٫۳۵۰°شرقی | استرالیا            | استرالیای غربی |
| ۱۷°۰′ جنوبی ۱۲۳°۱۵′ شرقی / ۱۷٫۰۰۰°جنوبی ۱۲۳٫۲۵۰°شرقی | King Sound          | |
| ۱۷°۰′ جنوبی ۱۲۳°۴۹′ شرقی / ۱۷٫۰۰۰°جنوبی ۱۲۳٫۸۱۷°شرقی | استرالیا            | استرالیای غربی قلمرو شمالی (استرالیا) کوئینزلند - سرزمین اصلی و Wellesley Islands                                                                                                 |
| ۱۷°۰′ جنوبی ۱۳۹°۵′ شرقی / ۱۷٫۰۰۰°جنوبی ۱۳۹٫۰۸۳°شرقی  | خلیج کارپنتاریا     | |
| ۱۷°۰′ جنوبی ۱۳۹°۱۶′ شرقی / ۱۷٫۰۰۰°جنوبی ۱۳۹٫۲۶۷°شرقی | استرالیا            | کوئینزلند - Horseshoe Island |
| ۱۷°۰′ جنوبی ۱۳۹°۱۷′ شرقی / ۱۷٫۰۰۰°جنوبی ۱۳۹٫۲۸۳°شرقی | خلیج کارپنتاریا     | |
| ۱۷°۰′ جنوبی ۱۳۹°۲۹′ شرقی / ۱۷٫۰۰۰°جنوبی ۱۳۹٫۴۸۳°شرقی | استرالیا            | کوئینزلند - Bentnick Island |
| ۱۷°۰′ جنوبی ۱۳۹°۳۱′ شرقی / ۱۷٫۰۰۰°جنوبی ۱۳۹٫۵۱۷°شرقی | خلیج کارپنتاریا     | |
| ۱۷°۰′ جنوبی ۱۴۰°۵۷′ شرقی / ۱۷٫۰۰۰°جنوبی ۱۴۰٫۹۵۰°شرقی | استرالیا            | کوئینزلند |
| ۱۷°۰′ جنوبی ۱۴۵°۵۳′ شرقی / ۱۷٫۰۰۰°جنوبی ۱۴۵٫۸۸۳°شرقی | دریای کورال         | Passing through the Coral Sea Islands Territory, استرالیا |
| ۱۷°۰′ جنوبی ۱۶۸°۳۷′ شرقی / ۱۷٫۰۰۰°جنوبی ۱۶۸٫۶۱۷°شرقی | وانواتو             | جزیرهٔ Tongariki |
| ۱۷°۰′ جنوبی ۱۶۸°۳۸′ شرقی / ۱۷٫۰۰۰°جنوبی ۱۶۸٫۶۳۳°شرقی | اقیانوس آرام        | |
| ۱۷°۰′ جنوبی ۱۷۷°۲۰′ شرقی / ۱۷٫۰۰۰°جنوبی ۱۷۷٫۳۳۳°شرقی | فیجی                | Yasawa Islands |
| ۱۷°۰′ جنوبی ۱۷۷°۲۱′ شرقی / ۱۷٫۰۰۰°جنوبی ۱۷۷٫۳۵۰°شرقی | اقیانوس آرام        | Bligh Water |
| ۱۷°۰′ جنوبی ۱۷۸°۴۲′ شرقی / ۱۷٫۰۰۰°جنوبی ۱۷۸٫۷۰۰°شرقی | فیجی                | وانوا لوو island |
| ۱۷°۰′ جنوبی ۱۷۸°۴۶′ شرقی / ۱۷٫۰۰۰°جنوبی ۱۷۸٫۷۶۷°شرقی | اقیانوس آرام        | دریای کورو |
| ۱۷°۰′ جنوبی ۱۷۹°۵۵′ شرقی / ۱۷٫۰۰۰°جنوبی ۱۷۹٫۹۱۷°شرقی | فیجی                | Taveuni island |
| ۱۷°۰′ جنوبی ۱۷۹°۵۷′ شرقی / ۱۷٫۰۰۰°جنوبی ۱۷۹٫۹۵۰°شرقی | اقیانوس آرام        | گذرکردن از شمال Lau Islands, فیجی · گذرکردن از جنوب Maupihaa atoll, پلی‌نزی فرانسه · گذرکردن از جنوب Raiatea island, پلی‌نزی فرانسه · گذرکردن از جنوب Huahine island, پلی‌نزی فرانسه |
| ۱۷°۰′ جنوبی ۱۴۹°۳۵′ غربی / ۱۷٫۰۰۰°جنوبی ۱۴۹٫۵۸۳°غربی | پلی‌نزی فرانسه       | Tetiaroa atoll |
| ۱۷°۰′ جنوبی ۱۴۹°۳۲′ غربی / ۱۷٫۰۰۰°جنوبی ۱۴۹٫۵۳۳°غربی | اقیانوس آرام        | گذرکردن از جنوب Tahanea atoll, پلی‌نزی فرانسه · گذرکردن از شمال Motutunga atoll, پلی‌نزی فرانسه · گذرکردن از جنوب Tepoto atoll, پلی‌نزی فرانسه                                       |
| ۱۷°۰′ جنوبی ۱۴۳°۵′ غربی / ۱۷٫۰۰۰°جنوبی ۱۴۳٫۰۸۳°غربی  | پلی‌نزی فرانسه       | Marutea atoll |
| ۱۷°۰′ جنوبی ۱۴۳°۴′ غربی / ۱۷٫۰۰۰°جنوبی ۱۴۳٫۰۶۷°غربی  | اقیانوس آرام        | گذرکردن از جنوب Rekareka atoll, پلی‌نزی فرانسه |
| ۱۷°۰′ جنوبی ۷۲°۶′ غربی / ۱۷٫۰۰۰°جنوبی ۷۲٫۱۰۰°غربی    | پرو                 | |
| ۱۷°۰′ جنوبی ۶۹°۲۲′ غربی / ۱۷٫۰۰۰°جنوبی ۶۹٫۳۶۷°غربی   | بولیوی              | |
| ۱۷°۰′ جنوبی ۵۸°۲۵′ غربی / ۱۷٫۰۰۰°جنوبی ۵۸٫۴۱۷°غربی   | برزیل               | ماتو گروسو گوییاس میناس گرایس باهیا |
| ۱۷°۰′ جنوبی ۳۹°۱۰′ غربی / ۱۷٫۰۰۰°جنوبی ۳۹٫۱۶۷°غربی   | اقیانوس اطلس        | |